# Директива 2014/60/ЕС
Директива 2014/60/ЕС, официальное название Директива Европейского Парламента и Совета Европейского Союза 2014/60/ЕС от 15 мая 2014 г. «о возвращении культурных объектов, незаконно вывезенных с территории государств-членов ЕС, и об изменении Регламента (ЕС) 1024/2012» (англ. Directive 2014/60/EU of the European Parliament and of the Council of 15 May 2014 on the return of cultural objects unlawfully removed from the territory of a Member State and amending Regulation (EU) No 1024/2012) — нормативный акт, который регулирует порядок создания механизма, позволяющего государствам-членам ЕС обеспечивать возвращение на свою территорию культурных объектов, которые были признаны национальными сокровищами и соответствуют общим категориям определения культурных объектов. Документ был принят 15 мая 2014 года в Брюсселе Европарламентом и Советом Европейского союза и вступил в силу 17 июня 2014 года.

## История создания
Одним из первых документов нормы которого регулировали порядок возвращения культурных объектов и национальных сокровищ от одной страны к другой была Директива 93/7/ЕЭС от 15 марта 1993 года «О возвращении культурных объектов, незаконно вывезенных с территории государств-членов ЕС». Со временем выяснилось, что принятых мер недостаточно для надлежащей реализации задач преследуемых нормами Директивы. Неэффективность проявлялась в том, что понятие «культурный объект» было слишком узким в толковании. Спорным оказались ограничения, что заключались в установлении ряда дат и финансовых порогов для многих объектов, а также временных рамок, в течение которых запрашивающее государство должно было действовать.
Помимо Директивы 93/7/ЕЭС следует выделить следующие документы, нормы которых были направлены на защиту культурных объектов и возвращение национальных сокровищ: Регламент 3911/92 ЕЭС «Относительно вывоза культурных памятников», Декларация ЮНЕСКО «О преднамеренном разрушении культурного наследия» Архивная копия от 12 октября 2017 на Wayback Machine 2003 года, положения Лиссабонского договора (Глава XIII «Культура» ст. 167).
Приняв во внимание правовой опыт предыдущих документов, в 2014 году европейский законодатель утвердил Директиву 2014/60/ЕС «О возвращении культурных объектов, незаконно вывезенных с территории государств-членов ЕС, и об изменении Регламента (ЕС) 1024/2012». В новой редакции были изложено чёткое определения для таких объектов, сроки реализации права на возвращение культурных объектов и национальных сокровищ, что были вывезены незаконным способом в период до 1 января 1993 года.

## Характеристика документа

### Структура
- Преамбула (Whereas, состоит из п[6]. 1-24);
- Ст. 1-22 (Articles 1-22);
- Приложение I. Отмененная Директива с перечнем её последовательных изменений и Список сроков для преобразования в национальное право (ANNEX I Repealed Directive with list of its successive amendments, List of time-limits for transposition into national law);
- Приложение II. Корреляционная таблица (ANNEX II Correlation table)[7][8]

### Задачи
Главной задачей Директивы 2014/60/ЕС была гармонизация правовой базы Европейского Союза относительно права государств-членов Сообщества на возвращение культурных объектов и национальных сокровищ от одной страны к другой. Также, нормы новой Директивы были направлены на изменение Регламента 1024/2012/ЕС.